# Androy
Androy – jeden z 22 regionów Madagaskaru, leżący na południu państwa. Do 2007 roku region był w prowincji Toliara. Stolicą regionu jest Ambovombe.
Według spisu z 2018 w regionie mieszkało 900,2 tys. mieszkańców. Region obejmuje 19.317 km².
Z regionem Androy graniczy 2 inne regiony:
- Region Anosy (na wschód)
- Region Atsimo-Andrefana (na zachód)

Region dzieli się na 4 dystrykty:
- Dystrykt Ambovombe-Androy (Ambovombe)
- Dystrykt Bekily (Bekily)
- Dystrykt Beloha (Beloha)
- Dystrykt Tsiombe (Tsiombe)